# Городок (Рамешковский район)
Городо́к — деревня в Рамешковском районе Тверской области. Входит в состав сельского поселения Застолбье, до 2006 года была центром Городковского сельскоко округа.
Расположена в 10 километрах к югу от районного центра Рамешки, на левом берегу реки Медведица, ниже впадения реки Каменки. В 1 км к западу — посёлок Городковский на автодороге Р84«Тверь—Бежецк—Весьегонск—Устюжна», совсем рядом находится деревня Якимково.
Население по переписи 2002 года — 157 человек, 75 мужчин, 82 женщины.

## История
Название деревни говорит, что в далекие времена здесь, на берегу Медведицы, находился городок, городище, небольшое поселение, возможно, восходящее к времени древней Руси. Это поселение иногда связывают с городищем Кидомля (урочище Кидомля с курганными могильниками XI—XII веков находится в 4 км вверх по Медведице).
Первые письменные данные о деревне относятся к XVI веку. В 1648 году деревня Городок вотчина Троице-Сергиева монастыря, она приписана к селу Нагорье-Раменка (Рамешки). В 1764 году указом Екатерины II монастырские крестьяне деревни переведены в государственные.
В 1859 году в казённой деревне Городок 12 дворов, 81 житель. В конце XIX-начале XX века деревня относилась к Рамешковскому приходу Селищенской волости Бежецкого уезда Тверской губернии. В 1887 году здесь 19 дворов, 103 жителя, в деревне трактир на дороге Тверь-Бежецк, которая проходила тогда через деревню. Жители уходили в «отход» (работали коновалами, пастухами). В 1920 году Городок — центр одноимённого сельсовета Селищенской волости Тверского уезда, 25 дворов, 113 жителей. В 1929 году организован колхоз «Активист» (деревни Городок, Соколово, Якимково). В 1936 году деревня Городок центр Первомайского сельсовета Рамешковского района Калининской области, 24 хозяйства, население — 129 жителей. В 1959 году образован укрупнённый колхоз «Путь к Коммунизму», в 1969 году он преобразован в совхоз «Леоновский».
В 1990-е годы в деревне администрация сельского округа, центральная усадьба ТОО СХК «Леоновский», ДК, акушерский пункт, отделение связи, магазин. В 1998 году в деревне 77 домов, в них постоянно проживали 217 человек, 5 домов — собственность наследников и дачников.